# Nediljko Labrović
Nediljko Labrović (ur. 10 października 1999 w Splicie) – chorwacki piłkarz występujący na pozycji bramkarza w chorwackim klubie HNK Rijeka oraz w reprezentacji Chorwacji. Wychowanek Junaka Sinj, w trakcie swojej kariery grał także w HNK Šibenik.